# Shengzhong Shuiku
Shengzhong Shuiku (kinesiska: 升钟水库) är en reservoar i Kina. Den ligger i provinsen Sichuan, i den sydvästra delen av landet, omkring 180 kilometer nordost om provinshuvudstaden Chengdu. Shengzhong Shuiku ligger 427 meter över havet. Arean är 39 kvadratkilometer. I omgivningarna runt Shengzhong Shuiku växer i huvudsak blandskog. Den sträcker sig 20,0 kilometer i nord-sydlig riktning, och 22,2 kilometer i öst-västlig riktning.
Genomsnittlig årsnederbörd är 1 328 millimeter. Den regnigaste månaden är juli, med i genomsnitt 302 mm nederbörd, och den torraste är december, med 5 mm nederbörd.